# Cantone di Trélissac
Il Cantone di Trélissac è una divisione amministrativa dell'arrondissement di Périgueux.
È stato costituito a seguito della riforma approvata con decreto del 21 febbraio 2014, che ha avuto attuazione dopo le elezioni dipartimentali del 2015.

## Composizione
Comprende i seguenti 8 comuni:
- Agonac
- Antonne-et-Trigonant
- Champcevinel
- Château-l'Évêque
- Cornille
- Escoire
- Sarliac-sur-l'Isle
- Trélissac